# Cyrtandra propinqua
Cyrtandra propinqua är en tvåhjärtbladig växtart som beskrevs av Charles Noyes Forbes. Cyrtandra propinqua ingår i släktet Cyrtandra och familjen Gesneriaceae. Inga underarter finns listade i Catalogue of Life.